# Лебяжье (Болотнинский район)
Лебя́жье — деревня в Болотнинском районе Новосибирской области России. Входит в состав Егоровского сельсовета.

## География
Площадь деревни — 382 гектара.

## История
Основана в 1907 году. В 1926 году посёлок Лебяжинский состоял из 64 хозяйств, основное население — белоруссы. В административном отношении входил в состав Киевского сельсовета Болотнинского района Томского округа Сибирского края.

## Население
| 2002 | 2007 | 2010 |
| ---- | ---- | ---- |
| 25   | ↘13  | ↘12  |

## Инфраструктура
В деревне по данным на 2007 год отсутствует социальная инфраструктура.